# SN 1971B
SN 1971B – supernowa odkryta 31 stycznia 1971 roku w galaktyce MCG +08-22-25. W momencie odkrycia miała maksymalną jasność 17,50m.